# Jordan Binnington
Jordan Binnington (* 11. července 1993 Richmond Hill, Ontario) je kanadský profesionální hokejový brankář hrající za klub St. Louis Blues v severoamerické lize National Hockey League (NHL).
S hokejem začal v rodném Richmond Hillu a v Torontu. Byl draftován ve třetím kole z 88. místa při draftu do NHL v roce 2011. Následujících sedm sezón strávil v menších ligách, především v AHL, kromě krátkého povolání do NHL v roce 2014, kdy sloužil jako nouzový brankář. Reprezentoval Kanadu na mistrovství světa U20 v roce 2013.
V prosinci 2018 byl povolán Blues a do měsíce se stal jejich hlavním brankářem. Jeho skvělé výkony v bráně pomohly Blues otočit sezónu a z posledního místa v tabulce v lednu nakonec vyhráli Stanley Cup. Stal se prvním brankářem v historii, který ve své nováčkovské sezóně vyhrál 16 zápasů v play-off. Pomohl svému týmu vyhrát první Stanley Cup za 52 let jejich existence.
V únoru 2025 vyhrál s Kanadou Turnaj 4 zemí. Ve všech čtyřech zápasech byl kanadskou brankářskou jedničkou.

## Hráčská kariéra

### Junior
Od roku 2009 do roku 2013 hrál juniorský hokej za tým Owen Sound Attack v Ontario Hockey League (OHL). Velmi silnou sezónu měl především v ročníku 2010–11, který dokončil s rekordem 27–12–5. V OHL Playoffs v roce 2011 pomohl Binnington svému týmu přejít přes London Knights, Plymouth Whalers a Windsor Spitfires až do finále John Ross Robertson Cupu proti Mississauga St. Michael's Majors, které Attack v sedmé hře vyhráli a stali se tak šampiony.

### St. Louis Blues
Do vstupního draftu do NHL v roce 2011 směřoval podle žebříčku NHL Centrálního úřadu skautingu NHL jako top brankář z OHL. Nakonec byl vybrán ve třetím kole z 88. místa týmem St. Louis Blues. Nováčkovskou tříletou smlouvu s Blues podepsal 29. května 2012. V sezóně 2011–2012 odehrál jednu hru v AHL, poté se na většinu sezóny vrátil do Owen Sound, kde odehrál také celou sezónu 2012-13.
26. listopadu 2014 byl Binnington z Kalamazoo Wings z ligy ECHL poprvé povolán do NHL jakožto nouzový brankář kvůli zranění brankáře Blues Briana Elliotta. Následně byl poslán na farmu Blues, do týmu Chicago Wolves v lize AHL. 14. ledna 2016 debutoval v NHL proti týmu Carolina Hurricanes když vystřídal startéra Elliota, zápas však skončil prohrou 4–1. Po jediném odehraném zápase byl Binnington opět odeslán do AHL. 15. července 2016 Binnington podepsal jednoroční obousměrnou smlouvu se St. Louis Blues. 
Jelikož hráli Blues sezónu 2017–18 bez přidruženého týmu AHL, byl Binnington 9. října 2017 vypůjčen týmu Providence Bruins. Zde odehrál 28 zápasů a 17 z nich vyhrál. Se spoluhráčem Austinem Czarnikem byli nominováni do AHL All-Star týmu 2018.
6. července 2018 podepsal další jednoroční obousměrný kontrakt s Blues. Na začátek sezóny 2018–19 byl poslán na farmu Blues, do týmu San Antonio Rampage.
Do NHL byl Blues povolán 9. prosince 2018. 2. ledna se Blues ocitli na konci ligové tabulky. O pět dní později Binnington poprvé nastoupil do zápasu NHL jako startující brankář, vychytal všech 25 střel a pomohl svému týmu k výhře 3–0 nad Philadelphia Flyers. Stal se tak 35. brankářem v historii NHL, který si při svém prvním startu připsal shutout. 11. února byl jmenován První hvězdou týdne NHL poté, co svými třemi výhrami v řadě pomohl Blues udržet šesti-zápasovou šňůru vítězství, čímž se posunuli do wild card pozice k postupu do play-off. Byl jmenován nováčkem měsíce v únoru a březnu 2019.
4. dubna 2019 vyhrál svou 23. hru a nastavil tak historický rekord Blues za výhry nováčka.
10. dubna odehrál svůj první zápas v play-off a zastavil 25 z 26 výstřelů proti Winnipeg Jets při vítězství 2–1. 27. dubna byl vyhlášen finalistou Calder Memorial Trophy. Po vyřazení Winnipegu v šesti zápasech porazili Blues s Binnigtonem i tým Dallas Stars v sedmi zápasech a postoupili do konferenčního finále.
19. května se stal prvním brankářem nováčkem Blues, který zaznamenal shutout v play-off Stanley Cupu při vítězství 5–0 proti San Jose Sharks. Blues porazili Sharks v šesti zápasech a postoupili do finále Stanley Cupu, kde se setkali s Boston Bruins, šampiony východní konference. 12. června Blues porazili Bruins v sedmé hře a vyhráli tak svůj první Stanley Cup v klubové 52leté historii. Binnington odstartoval každou hru play-off. Společně s výhrou Stanley Cupu nastavil rekord pro nejvíce vítězství v play-off jako nováček.
Ve svém Dni s pohárem 12. července přinesl Binnington Stanley Cup do svého rodného města Richmond Hill. Následující den podepsal s Blues dvouleté prodloužení smlouvy za 8,8 milionu dolarů.

## Ocenění
| Cena                               | Rok                    |               |
| OHL                                | OHL                    | OHL           |
| ---------------------------------- | ---------------------- | ------------- |
| CHL Memorial Cup All-Star Team     | 2011                   | [ 32 ]        |
| Dave Pinkney Trophy - nejnižší POG | 2012–13                |               |
| První tým All-Star                 | 2012–13                |               |
| Brankář roku                       | 2012–13                | [ 33 ]        |
| AHL                                |                        |               |
| All-Star tým                       | 2018                   | [ 15 ]        |
| NHL                                |                        |               |
| Nováček měsíce                     | únor 2019, březen 2019 | [ 22 ] [ 34 ] |
| Stanley Cup (St. Louis Blues)      | 2019                   | [ 35 ]        |
| All-Rookie Team                    | 2019                   | [ 36 ]        |

## Prvenství
- Debut v NHL - 14. ledna 2016 (St. Louis Blues proti Carolina Hurricanes)
- První inkasovaný gól v NHL - 14. ledna 2016 (St. Louis Blues proti Carolina Hurricanes, kanadským útočníkem Riley Nash)
- První čisté konto v NHL - 17. ledna 2019 (Philadelphia Flyers proti St. Louis Blues)

## Statistiky

### Základní části
| Sezona     | Tým                    | Liga       | Z   | V   | P  | Pvp | MIN    | OG  | ČK | POG  | %ChS |
| ---------- | ---------------------- | ---------- | --- | --- | -- | --- | ------ | --- | -- | ---- | ---- |
| 2008–09    | Toronto Dixie Beehives | OJHL       | 1   | 0   | 1  | 0   | 59     | 3   | 0  | 3.04 | .923 |
| 2009–10    | Owen Sound Attack      | OHL        | 22  | 6   | 10 | 2   | 1068   | 79  | 0  | 4.44 | .888 |
| 2010–11    | Owen Sound Attack      | OHL        | 46  | 27  | 12 | 5   | 2596   | 132 | 1  | 3.05 | .899 |
| 2011–12    | Owen Sound Attack      | OHL        | 39  | 21  | 17 | 1   | 2304   | 115 | 1  | 2.99 | .906 |
| 2011–12    | Peoria Rivermen        | AHL        | 1   | 0   | 1  | 0   | 60     | 3   | 0  | 3.02 | .921 |
| 2012–13    | Owen Sound Attack      | OHL        | 50  | 32  | 12 | 6   | 3011   | 109 | 7  | 2.17 | .932 |
| 2013–14    | Kalamazoo Wings        | ECHL       | 40  | 23  | 13 | 3   | 2398   | 94  | 1  | 2.35 | .922 |
| 2013–14    | Chicago Wolves         | AHL        | 1   | 1   | 0  | 0   | 65     | 3   | 0  | 2.78 | .912 |
| 2014–15    | Chicago Wolves         | AHL        | 45  | 25  | 15 | 4   | 2555   | 100 | 3  | 2.35 | .916 |
| 2015–16    | Chicago Wolves         | AHL        | 41  | 17  | 18 | 5   | 2340   | 111 | 1  | 2.85 | .907 |
| 2015–16    | St. Louis Blues        | NHL        | 1   | 0   | 0  | 0   | 13     | 1   | 0  | 4.69 | .750 |
| 2016–17    | Chicago Wolves         | AHL        | 32  | 16  | 7  | 8   | 1879   | 85  | 2  | 2.71 | .911 |
| 2017–18    | Providence Bruins      | AHL        | 28  | 17  | 9  | 1   | 1606   | 55  | 1  | 2.05 | .926 |
| 2018–19    | San Antonio Rampage    | AHL        | 16  | 11  | 4  | 0   | 922    | 32  | 3  | 2.08 | .927 |
| 2018–19    | St. Louis Blues        | NHL        | 32  | 24  | 5  | 1   | 1877   | 59  | 5  | 1.89 | .927 |
| 2019–20    | St. Louis Blues        | NHL        | 50  | 30  | 13 | 7   | 2848   | 126 | 3  | 2.56 | .912 |
| 2020–21    | St. Louis Blues        | NHL        | 42  | 18  | 14 | 8   | 2448   | 108 | 0  | 2.65 | .910 |
| 2021–22    | St. Louis Blues        | NHL        | 37  | 18  | 14 | 4   | 2145   | 112 | 2  | 3.13 | .901 |
| 2022–23    | St. Louis Blues        | NHL        | 61  | 27  | 27 | 6   | 3517   | 194 | 2  | 3.31 | .894 |
| 2023–24    | St. Louis Blues        | NHL        | 57  | 28  | 21 | 5   | 3219   | 156 | 3  | 2.84 | .913 |
| NHL celkem | NHL celkem             | NHL celkem | 280 | 145 | 94 | 31  | 16,237 | 756 | 15 | 2.79 | .908 |

### Play-off
| Sezona     | Tým               | Liga       | Z  | V  | P  | MIN   | OG  | ČK | POG  | %ChS |
| ---------- | ----------------- | ---------- | -- | -- | -- | ----- | --- | -- | ---- | ---- |
| 2010–11    | Owen Sound Attack | OHL        | 7  | 4  | 2  | 355   | 19  | 0  | 3.21 | .894 |
| 2011–12    | Owen Sound Attack | OHL        | 2  | 0  | 2  | 120   | 10  | 0  | 5.00 | .863 |
| 2012–13    | Owen Sound Attack | OHL        | 12 | 6  | 6  | 705   | 33  | 0  | 2.81 | .916 |
| 2013–14    | Kalamazoo Wings   | ECHL       | 3  | 1  | 1  | 223   | 7   | 0  | 1.89 | .946 |
| 2014–15    | Chicago Wolves    | AHL        | 5  | 2  | 3  | 333   | 12  | 0  | 2.16 | .938 |
| 2016–17    | Chicago Wolves    | AHL        | 2  | 0  | 0  | 65    | 2   | 0  | 1.86 | .950 |
| 2017–18    | Providence Bruins | AHL        | 3  | 1  | 1  | 137   | 10  | 0  | 4.39 | .865 |
| 2018–19    | St. Louis Blues   | NHL        | 26 | 16 | 10 | 1,560 | 64  | 1  | 2.46 | .914 |
| 2019–20    | St. Louis Blues   | NHL        | 5  | 0  | 5  | 267   | 21  | 0  | 4.72 | .851 |
| 2020–21    | St. Louis Blues   | NHL        | 4  | 0  | 4  | 234   | 14  | 0  | 3.59 | .899 |
| 2021–22    | St. Louis Blues   | NHL        | 6  | 4  | 1  | 315   | 9   | 0  | 1.72 | .949 |
| NHL celkem | NHL celkem        | NHL celkem | 41 | 20 | 20 | 2,375 | 108 | 1  | 2.73 | .910 |

### Reprezentace
| Rok                       | Tým                       | Soutěž                    | Z  | V | P | R | MIN | OG | ČK | POG  | %ChS |
| ------------------------- | ------------------------- | ------------------------- | -- | - | - | - | --- | -- | -- | ---- | ---- |
| 2013                      | Kanada 20                 | MSJ                       | 2  | 0 | 0 | 0 | 35  | 4  | 0  | 6.82 | .871 |
| 2024                      | Kanada                    | MS                        | 8  | 6 | 2 | 0 | 492 | 23 | 0  | 2.81 | .885 |
| 2025                      | Kanada                    | T4Z                       | 4  | 3 | 1 | 0 | 253 | 10 | 0  | 2.37 | .907 |
| Juniorská kariéra celkově | Juniorská kariéra celkově | Juniorská kariéra celkově | 2  | 0 | 0 | 0 | 35  | 4  | 0  | 6.82 | .871 |
| Seniorská kariéra celkově | Seniorská kariéra celkově | Seniorská kariéra celkově | 12 | 9 | 3 | 0 | 745 | 33 | 0  | 2.66 | .892 |